# Olympische Winterspiele 2018/Teilnehmer (Portugal)
| Gelbes Symbol für Goldmedaillen mit stilisierten Olympischen Ringen | Graues Symbol für Silbermedaillen mit stilisierten Olympischen Ringen | Braundes Symbol für Bronzemedaillen mit stilisierten Olympischen Ringen |
| ------------------------------------------------------------------- | --------------------------------------------------------------------- | ----------------------------------------------------------------------- |
| —                                                                   | —                                                                     | —                                                                       |

Bei den Olympischen Winterspielen 2018 nahm Portugal mit zwei Athleten in zwei Disziplinen teil, beides Männer. Fahnenträger bei der Eröffnungsfeier war Kequyen Lam.

## Teilnehmer nach Sportarten

### Ski Alpin
| Athleten     | Wettbewerbe  | 1. Lauf     | 2. Lauf     | Gesamt      | Gesamt |
| Athleten     | Wettbewerbe  | Zeit        | Zeit        | Zeit        | Rang   |
| ------------ | ------------ | ----------- | ----------- | ----------- | ------ |
| Männer       |              |             |             |             |        |
| Arthur Hanse | Riesenslalom | 1:22,43 min | 1:21,52 min | 2:43,95 min | 66     |
| Arthur Hanse | Slalom       | 58,26 s     | 1:00,35 min | 1:58,61 min | 38     |

### Skilanglauf
| Athleten    | Wettbewerbe    | Finale      | Finale |
| Athleten    | Wettbewerbe    | Zeit        | Rang   |
| ----------- | -------------- | ----------- | ------ |
| Männer      |                |             |        |
| Kequyen Lam | 15 km Freistil | 54:34,1 min | 113    |